# Verdura (singolo)
Verdura è un singolo del gruppo musicale italiano Pinguini Tattici Nucleari, pubblicato il 18 gennaio 2019 come primo estratto dal quarto album in studio Fuori dall'hype.

## Tracce
1. Verdura – 3:29 (Riccardo Zanotti)

## Video musicale
Il videoclip del brano, diretto da Silvia Clo Di Gregorio, è stato pubblicato il 25 gennaio 2019 attraverso il canale YouTube del gruppo musicale.

## Classifiche
| Classifica (2019) | Posizione massima |
| ----------------- | ----------------- |
| Italia            | 98                |